# Linsenförmige Galaxie

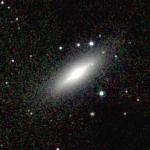
Die linsenförmige Galaxie Messier 102

Eine linsenförmige Galaxie oder lentikuläre Galaxie ist in der Galaxienklassifikation ein Zwischentyp zwischen Spiral- und elliptischen Galaxien: sie sind Scheibengalaxien (wie Spiralgalaxien), die jedoch den Großteil ihrer interstellaren Materie verbraucht oder verloren haben (wie elliptische Galaxien). Wegen ihrer verkürzten Arme ist bei einer Draufsicht eine Unterscheidung von elliptischen Galaxien schwierig.
Hubble-Klassifikationen linsenförmiger Galaxien sind S0 und SB0. Die De-Vaucouleurs-Klassifikation fügt SA0, SAB0 hinzu. 
Bei der Morphologie von Zwerggalaxien wird üblicherweise der Buchstabe d (englisch für dwarf) der Typbezeichnung vorangestellt. Linsenförmige (sphäroidale) Zwerggalaxien werden mit dSph klassifiziert.